# Dwight H. Little
Dwight Hubbard Little (Cleveland, 13 gennaio 1956) è un regista statunitense.
Tra le sue opere di maggior rilievo si segnalano: Prison Break, Bones e X-Files.

## Filmografia
- Halloween 4 - Il ritorno di Michael Myers (Halloween 4: The Return of Michael Myers) (1988)
- Il fantasma dell'opera (The Phantom of the Opera) (1989)
- Programmato per uccidere (Marked for Death) (1990)
- Drago d'acciaio (Rapid Fire) (1992)
- Free Willy 2 (Free Willy 2: The Adventure Home) (1995)
- Murder at 1600 - Delitto alla Casa Bianca (Murder at 1600) (1997)
- Papa's Angels (2000) - Film TV
- Il boss dei boss (Boss of bosses) (2001) - Film TV
- Anaconda - Alla ricerca dell'orchidea maledetta (Anacondas: the hunt for the blood orchid) (2004)
- Tekken (2009)